# 中华管鞭虾
中华管鞭虾（学名：Solenocera crassicornis）俗称红虾、红弓，管鞭虾科管鞭虾属的一种一年生底栖甲壳动物，广泛分布于印度、马来西亚、印度尼西亚、日本、中国黄海南部以南海域。
中华管鞭虾体长一般为50～100毫米，主要分布于20～60水深海域。适温范围10～25℃，繁殖期6～10月。